# Emirati Arabi Uniti ai Giochi della XXVIII Olimpiade
Gli Emirati Arabi Uniti parteciparono ai Giochi della XXVIII Olimpiade, svoltisi ad Atene, Grecia, dal 13 al 29 agosto 2004, con una delegazione di 4 atleti impegnati in tre discipline.

## Medaglie
| Medaglia | Nome             | Sport       | Evento      |
| -------- | ---------------- | ----------- | ----------- |
| Oro      | Ahmed Al-Maktoum | Tiro a volo | Double trap |

## Risultati

### Atletica leggera
| Q | Qualificato al turno successivo per la posizione in qualificazione                                                           |
| q | Qualificato per il turno successivo per ripescaggio o, negli eventi su campo, conquistando la misura minima per qualificarsi |

Maschile
Eventi su pista e strada
| Atleta                  | Evento      | Batteria  | Batteria   | Semifinale      | Semifinale      | Finale          | Finale          |
| Atleta                  | Evento      | Risultato | Classifica | Risultato       | Classifica      | Risultato       | Classifica      |
| ----------------------- | ----------- | --------- | ---------- | --------------- | --------------- | --------------- | --------------- |
| Ali Mohamed al-Balooshi | 800 m piani | 1'51"76   | 8º         | non qualificato | non qualificato | non qualificato | non qualificato |

### Nuoto
Maschile
| Atleta         | Evento             | Batteria  | Batteria   | Semifinale      | Semifinale      | Finale          | Finale          |
| Atleta         | Evento             | Risultato | Classifica | Risultato       | Classifica      | Risultato       | Classifica      |
| -------------- | ------------------ | --------- | ---------- | --------------- | --------------- | --------------- | --------------- |
| Obaid al-Jasmi | 100 m stile libero | 54"17     | 58º        | non qualificato | non qualificato | non qualificato | non qualificato |

### Tiro a segno/volo
Maschile
| Atleta           | Evento      | Qualificazioni | Qualificazioni | Finale          | Finale          |
| Atleta           | Evento      | Punti          | Classifica     | Punti           | Classifica      |
| ---------------- | ----------- | -------------- | -------------- | --------------- | --------------- |
| Ahmed Al-Maktoum | Trap        | 121            | =4º Q          | 144             | 4º              |
| Ahmed Al-Maktoum | Double trap | 144            | 1º Q           | 189             | Oro             |
| Saeed Al-Maktoum | Skeet       | 114            | 37º            | non qualificato | non qualificato |